# 金華軌道交通
金華軌道交通（きんかきどうこうつう、中文表記: 金华轨道交通、英文表記: Jinhua Rail Transit）は、中国浙江省金華市に営業中の市域鉄道システムである。

## 歴史
2011年9月に金華市都市計画局が「浙江中部都市圏都市間鉄道ネットワーク計画」および「浙江中部都市圏総合交通計画」の策定作業を開始した。2012年12月には計画案が専門家による審査を通過し、2013年12月には金華市の浙江中部都市圏計画建設委員会によって審議・承認され、2014年2月に金華市政府の正式な承認を受けて実施に移された。この計画の中では、長期的に整備される浙江中部都市圏の鉄道ネットワークは4路線（金義線、東義浦線、金武永東線、金蘭線）で構成され、総延長は264.6km、駅数は78駅（うち乗り換え駅が4駅）、線網密度は0.29km/km²とされた。さらに将来構想として、中程度の輸送量に対応する交通システム（BRT等）による4つの交通回廊が計画され、延長は合計206.2kmに達し、これを加えると浙江中部都市圏全体の鉄道ネットワーク総延長は470.8kmとなる。
2013年には浙江省発展改革委員会が「浙江省都市圏都市間鉄道建設短期計画」を発表し、2014年には国家発展改革委員会の承認を取得。この計画では、金華都市圏（浙江中部都市圏）に4本の都市間鉄道が整備されることとなり、そのうち短期建設路線として「金華–義烏–（東陽）横店線」と「義烏駅–義烏市内線」が計画された。これらの路線は「浙江中部都市圏軌道交通線網計画」における金義線および東義浦線と大体同じルートをたどるが、駅の位置や線路の詳細な配置には大きな違いがあった。
2016年9月には「浙江省都市圏都市間鉄道建設短期計画」をもとに、各県市区の意見も取り入れながら、金義東都市間鉄道建設指揮部および軌道交通投資建設有限公司と連携して「浙江中部都市圏軌道交通線網計画（修正版）」の策定が始まった。この新たな計画は2017年4月に専門家による審査を通過し、同年11月に市政府第9回常務会議で承認され、正式に実施されることとなった。修正後の計画では、2030年までを長期目標とし、路線網の構成は「1本の主幹線、2つの中核都市、4本の支線」とされている。金義線を主軸とし、金華市と義烏市の中心市街地を中核に、東義浦線、金武永東線、金蘭線、横店磐安線の4支線が放射状に延びる構成となっている。この長期ネットワークの総延長は319.5km、駅数は91駅、路線網密度は0.35km/km²となっている。また、将来（2030年以降）を見据えた計画として、「金華–竜游線」と「金義都市新区–永康–縉雲線」の2路線が予備構想として盛り込まれている。

### 第1期
前述の計画策定に伴い、金華市では「軌道交通一期工事」（金義線一期、東義浦線一期、すなわち「金義東市域軌道交通プロジェクト」）の準備が開始された。2016年10月24日に浙江省発展改革委員会が「金義東市域軌道交通プロジェクト」の実現可能性調査報告書を正式に承認。2016年12月28日に同プロジェクトの試験区間が着工。2017年末までに金義東市域軌道交通の全線で各工区の工事が順次開始された。その後、金義線は2022年8月30日に正式開業。義東線は2022年12月28日に正式開業した。

## 運営中の路線

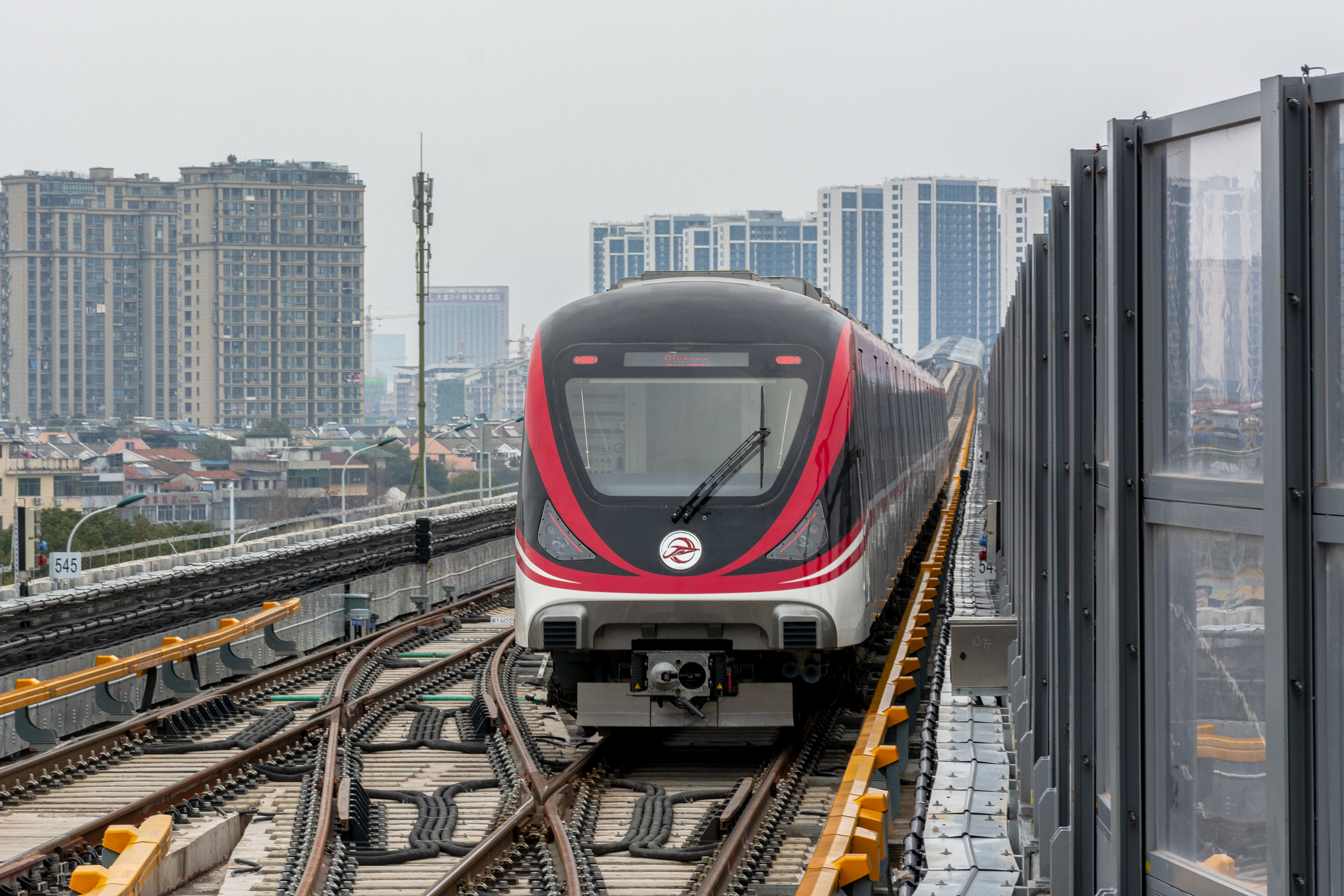
繍湖駅で金義東線の列車

| 色 | 路線名 | 営業区間            | 駅数 | 営業キロ | 開通日         | 編成両数  | 車両製造所   |
| -- | ------ | ------------------- | ---- | -------- | -------------- | --------- | ------------ |
|    | 金義線 | 金華站駅 - 秦塘     | 17駅 | 58.4km   | 2022年08月30日 | 24.4m*6両 | 中車長春軌道 |
|    | 義東線 | 義烏站駅 - 明清宫站 | 15駅 | 48.38km  | 2022年12月28日 | 24.4m*6両 | 中車長春軌道 |